# Schroederichthys tenuis
Schroederichthys tenuis és una espècie de peix de la família dels esciliorrínids i de l'ordre dels carcariniformes.

## Morfologia
- Els mascles poden assolir 70 cm de longitud total.[1][2]

## Reproducció
És ovípar.

## Hàbitat
És un peix marí que viu entre 72-410 m de fondària.

## Distribució geogràfica
Es troba a Surinam i el Brasil (davant la desembocadura del riu Amazones).